# Тихон Смоленски
Вижте пояснителната страница за други личности с името Тихон.
Тихон е български духовник, смоленски епископ на Българската православна църква от 1946 до 1978 година. Дългогодишен ректор е на Семинарията при Черепишкия манастир от 1946 до 1971 година.

## Биография
Роден е на 5 август 1901 година в Трявна, България, със светското име Тодор Койчев Казасов.
В 1919 година се грижи за скалния Басарбовски манастир, който в това време остава без постоянни обитатели. Завършва Софийската духовна семинария през 1927 година. На 14 март 1931 година е подстриган в монашество с името Тихон. На 15 март 1931 година е ръкоположен за дякон, а в 1936 година за свещеник. На 7 януари 1939 година е възведен в архимандритско достойнство. Служи като протосингел на Ловчанската епархия от 1939 до 1940 година.
От 1940 до 1941 година специализира в Богословския факултет в Берн, Швейцария. От 1942 до 1946 година служи като протосингел на Варненската и Преславска митрополия.
На 30 май 1946 година, на празника Възнесение Господне, в катедралния храм „Свети Александър Невски“ в София е ръкоположен за титулярен епископ смоленски от патриарх Алексий I Московски и 15 архиереи.
От 1946 до 1971 година е ректор на Софийската духовна семинария, която по това време намира при Черепишкия манастир. Под негово ръководство са завършили много духовници и интелектуалци, които в онези времена не могат да получат никъде другаде средно образование, защото са смятани за „неблагонадеждни“ от комунистическия режим. Семинаристът проф. Георги Бакалов казва: „В моите спомени дядо Тихон си остана образцов монах, благ учител, строг възпитател и начетен богослов. Чувах, че Черепишката семинария вече не е същата след неговото оттегляне и го вярвам“.
Умира на 3 март 1978 година в Синодалната палата в София. Погребан зад апсидата на манастирската църква в Черепишкия манастир.